# La Geneytouse
Cet article possède des paronymes, voir La Genétouze.
La Geneytouse est une commune française située dans le département de la Haute-Vienne en région Nouvelle-Aquitaine.
Ses habitants sont appelés les Geneytousois.

## Géographie

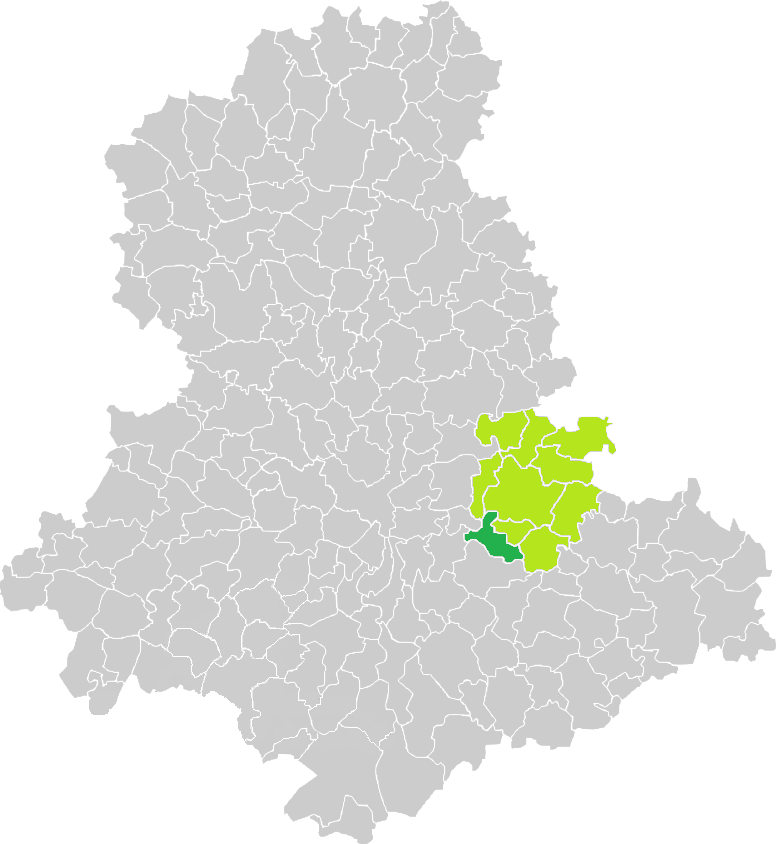
Situation de la commune de La Geneytouse en Haute-Vienne.

### Localisation
La Geneytouse est située sur la route départementale 979 (D 979) entre Limoges et Eymoutiers. Les Allois, ancienne commune de la Haute-Vienne, situés un peu plus près de Limoges sur la même D 979, appartient à la commune depuis son rattachement à La Geneytouse en 1829.

### Communes limitrophes
Les communes limitrophes sont  Aureil, Eybouleuf, Eyjeaux, Royères, Saint-Denis-des-Murs, Saint-Léonard-de-Noblat et Saint-Paul.
| Royères | Saint-Léonard-de-Noblat | Eybouleuf            |
| Aureil  | La Geneytouse           | Saint-Denis-des-Murs |
| Eyjeaux | Saint-Paul              |                      |

### Relief
La commune est divisée en deux parties par une colline traversant la commune d'est en ouest et sur laquelle se trouve la D 979. Au nord les ruisseaux descendent vers la Vienne et au sud vers la Briance.

### Hydrographie
La commune n'est traversée par aucune rivière importante et, comme indiqué ci-dessus fait intégralement partie du bassin versant de la Vienne, soit directement, sous par un de ses affluents, la Briance.

### Voies de communication et transports

#### Voies routière
- la D 979 (entre Limoges et Eymoutiers, et même au-delà). Ce secteur a connu plusieurs modifications de statut. Ainsi en 1933, comme plus de 50 000 km de routes en France à la même période, cette route devient une nationale, la N 679 qui va de Limoges à Saint-Flour (Cantal) et redevient départementales dans les années 1970, comme la quasi-totalité des nationales créées dans les années 1930, le 1er janvier 1974.
- la D 7 B qui relie Saint-Léonard-de-Noblat au département de la Corrèze via Saint-Germain-les-Belles et Meuzac. C'est le trajet d'une des variantes de la via Lemovicensis (le chemin de Saint-Jacques-de-Compostelle qui traverse le Limousin) à partir de Saint-Léonard-de-Noblat, variante qui permet la jonction, en passant par Rocamadour, de la via Podiensis (qui relie Le Puy-en-Velay à Saint-Jacques).
- La D 12 A qui relie la D 979 à la D 12 qui, elle-même, va de la D 979 à quelques kilomètres à l'ouest de la commune à la Corrèze, via Saint-Paul et Linards
- la D 19 qui relie Saint-Léonard-de-Noblat à Saint-Yrieix-la-Perche. Un diverticule la D 19 A, relie le bourg voisin d'Eybouleuf à celui de la commune.
- la D 65 qui relie Saint-Léonard-de-Noblat à la commune du Vigen.

En plus des départementales La Geneytouse dispose de plusieurs vicinales.

#### Voies ferroviaires
La commune n'est traversée par aucune ligne ferroviaire, mais la ligne du Palais à Eygurande-Merlines, permettant la jonction de Limoges, Saint-Léonard-de-Noblat, Eymoutiers et, en Corrèze de Meymac et Ussel est accessible, via la gare de Saint-Léonard-de-Noblat. La gare importante la plus proche est celle de Limoges-Bénédictins à 31 km par cette ligne.

#### Transports aériens
L’aéroport le plus proche est celui de Limoges-Bellegarde à 24 km à vol d'oiseau à l'ouest  - nord-ouest.
| Royères | Saint-Léonard-de-Noblat | Eybouleuf            |
| Aureil  | La Geneytouse           | Saint-Denis-des-Murs |
| Eyjeaux | Saint-Paul              |                      |

### Climat
Pour des articles plus généraux, voir Climat de la Nouvelle-Aquitaine et Climat de la Haute-Vienne.
Historiquement, la commune est exposée à un climat océanique limousin.  
En 2020, Météo-France publie une typologie des climats de la France métropolitaine dans laquelle la commune est dans une zone de transition entre le climat océanique altéré et le climat de montagne et est dans la région climatique  Ouest et nord-ouest du Massif Central, caractérisée par une pluviométrie annuelle de 900 à 1 500 mm, maximale en automne et en hiver.
Pour la période 1971-2000, la température annuelle moyenne est de 11 °C, avec une amplitude thermique annuelle de 14,7 °C. Le cumul annuel moyen de précipitations est de 1 119 mm, avec 13,2 jours de précipitations en janvier et 8,1 jours en juillet. Pour la période 1991-2020, la température moyenne annuelle observée sur la station météorologique la plus proche, située sur la commune de Limoges à 18 km à vol d'oiseau, est de 11,8 °C et le cumul annuel moyen de précipitations est de 1 018,0 mm,. Pour l'avenir, les paramètres climatiques de la commune estimés pour 2050 selon différents scénarios d'émission de gaz à effet de serre sont consultables sur un site dédié publié par Météo-France en novembre 2022.

## Urbanisme

### Typologie
Au 1er janvier 2024, La Geneytouse est catégorisée commune rurale à habitat dispersé, selon la nouvelle grille communale de densité à sept niveaux définie par l'Insee en 2022.
Elle est située hors unité urbaine. Par ailleurs la commune fait partie de l'aire d'attraction de Limoges, dont elle est une commune de la couronne,. Cette aire, qui regroupe 127 communes, est catégorisée dans les aires de 200 000 à moins de 700 000 habitants,.

### Occupation des sols
L'occupation des sols de la commune, telle qu'elle ressort de la base de données européenne d’occupation biophysique des sols Corine Land Cover (CLC), est marquée par l'importance des territoires agricoles (76,7 % en 2018), en diminution par rapport à 1990 (80,5 %). La répartition détaillée en 2018 est la suivante : 
prairies (58,5 %), forêts (19,3 %), zones agricoles hétérogènes (18,2 %), zones urbanisées (3,9 %). L'évolution de l’occupation des sols de la commune et de ses infrastructures peut être observée sur les différentes représentations cartographiques du territoire : la carte de Cassini (XVIIIe siècle), la carte d'état-major (1820-1866) et les cartes ou photos aériennes de l'IGN pour la période actuelle (1950 à aujourd'hui).

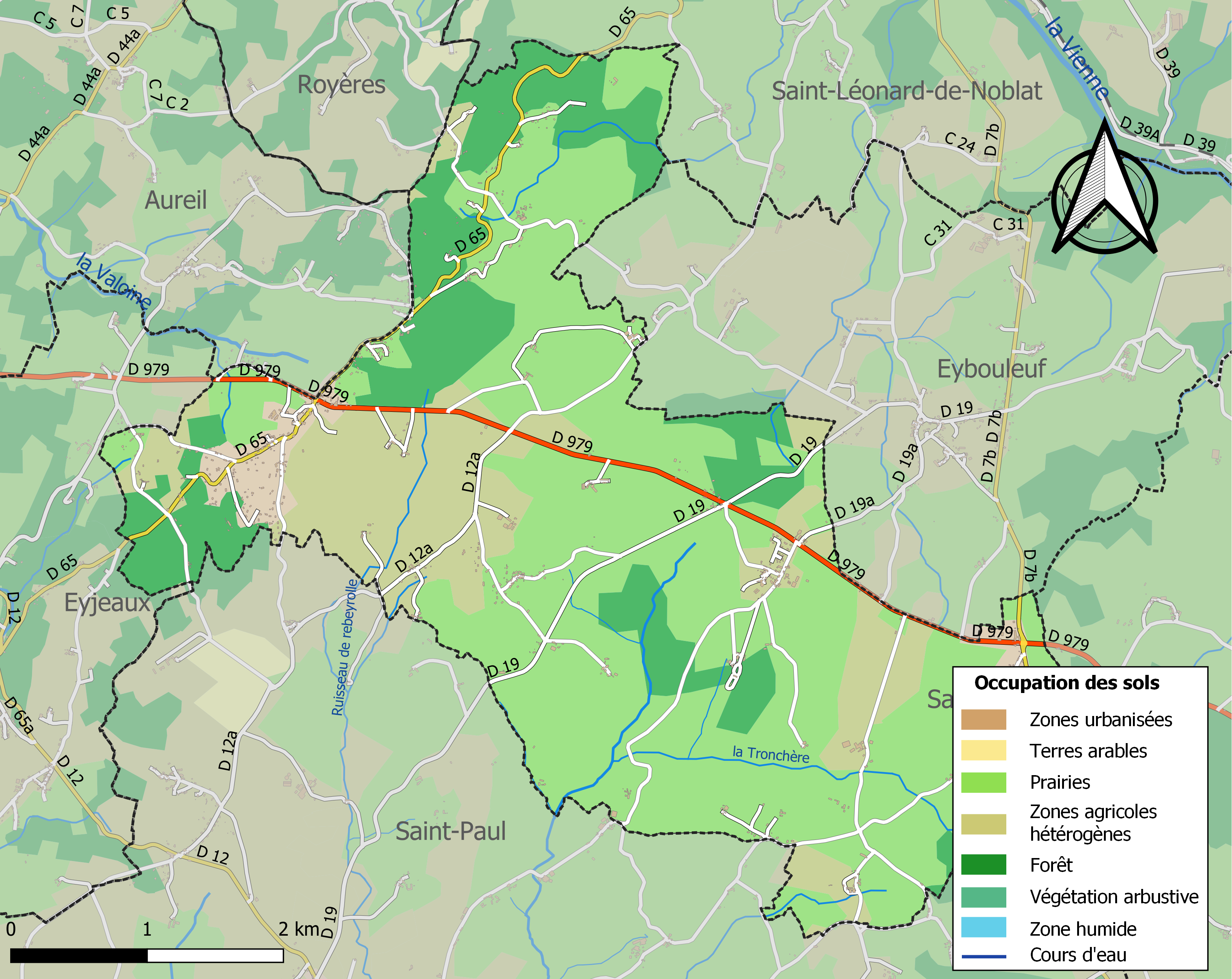
Carte des infrastructures et de l'occupation des sols de la commune en 2018 (CLC).

### Risques majeurs
Le territoire de la commune de La Geneytouse est vulnérable à différents aléas naturels : météorologiques (tempête, orage, neige, grand froid, canicule ou sécheresse) et séisme (sismicité faible). Il est également exposé à un risque particulier : le risque de radon. Un site publié par le BRGM permet d'évaluer simplement et rapidement les risques d'un bien localisé soit par son adresse soit par le numéro de sa parcelle.

#### Risques naturels

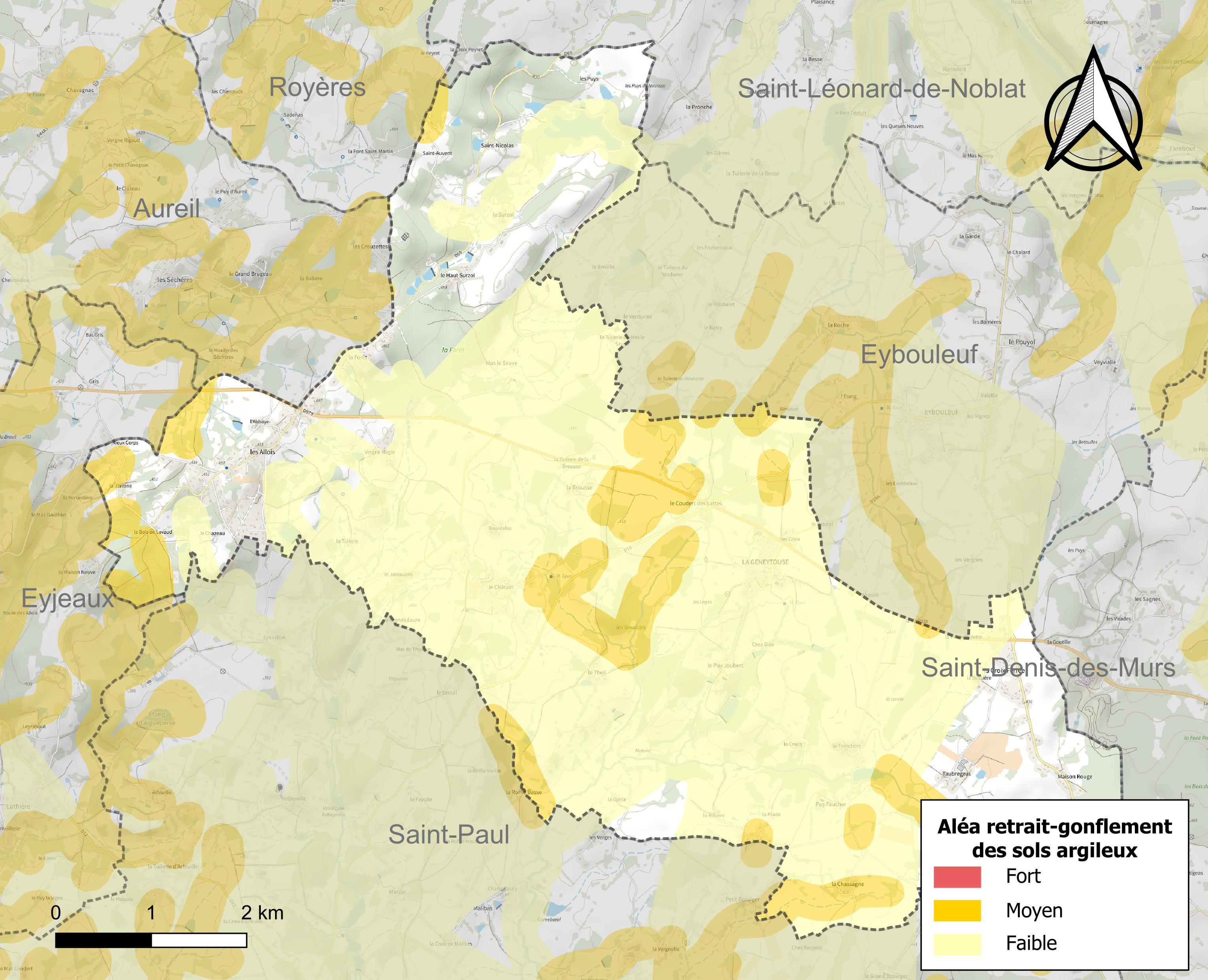
Carte des zones d'aléa retrait-gonflement des sols argileux de La Geneytouse.

Le retrait-gonflement des sols argileux est susceptible d'engendrer des dommages importants aux bâtiments en cas d’alternance de périodes de sécheresse et de pluie. 14,3 % de la superficie communale est en aléa moyen ou fort (27 % au niveau départemental et 48,5 % au niveau national métropolitain). Depuis le 1er octobre 2020, en application de la loi ÉLAN, différentes contraintes s'imposent aux vendeurs, maîtres d'ouvrages ou constructeurs de biens situés dans une zone classée en aléa moyen ou fort,.
La commune a été reconnue en état de catastrophe naturelle au titre des dommages causés par les inondations et coulées de boue survenues en 1982, 1993 et 1999 et par des mouvements de terrain en 1999.

#### Risque particulier
Dans plusieurs parties du territoire national, le radon, accumulé dans certains logements ou autres locaux, peut constituer une source significative d’exposition de la population aux rayonnements ionisants. Selon la classification de 2018, la commune de La Geneytouse est classée en zone 3, à savoir zone à potentiel radon significatif.

## Toponymie

### Histoire du nom
En 1793, le nom de la commune était Lageneytouse.
Elle devient La Geneytouze en 1801, avec un z.

### Toponymie limousine
En limousin, la langue régionale autrefois parlée localement, son nom est La Janestosa en graphie classique et La Janeytouso en graphie mistralienne (phonétique).

## Histoire

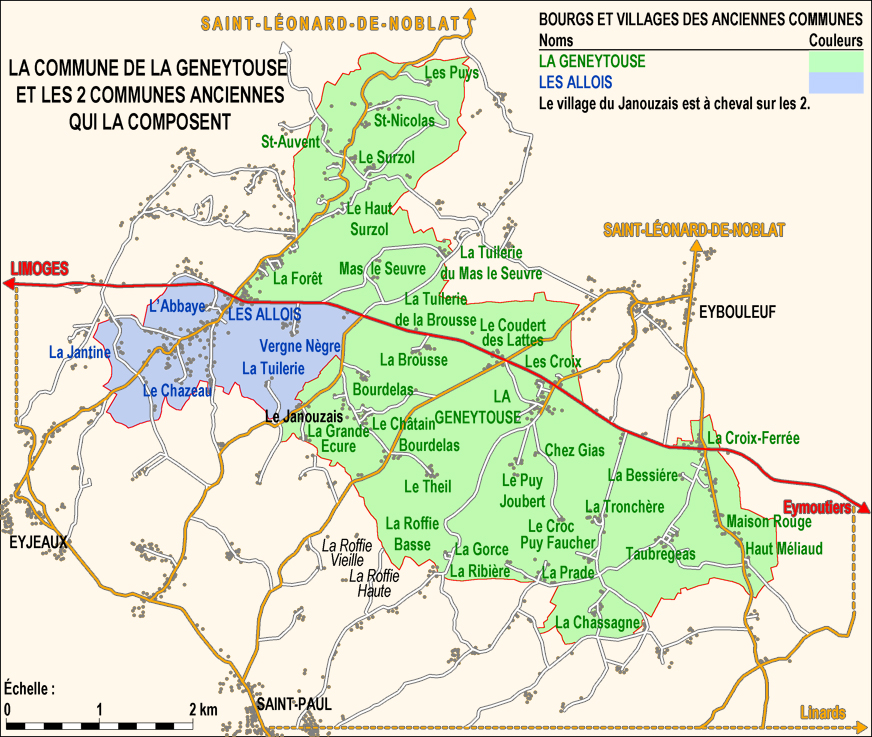
Carte des anciennes communes des Allois et de La Geneytouse.

En 1140, est attestée l'existence, près des Allois, dans le village de L’Abbaye de l’abbaye des Allois qui lui donne son nom. Les religieuses qu’elle accueillait été des bénédictines, suivant la règle de saint Benoît. En 1750, manquant d’argent pour payer les réparations que l’abbaye nécessitée, elles quittèrent les Allois pour s’installer dans un bâtiment de la Cité à Limoges. La rue qui longeait ce bâtiment, et abouti au sud sur le parvis de la cathédrale de Limoges, s'appelle depuis la rue des Allois.
En 1790, l'évêque fit distribuer aux paroisses sous sa tutelle les reliques de l'Ordre de Grandmont, dissous 18 ans plus tôt. L'église de La Geneytouse en reçut notamment de saint Étienne de Muret, le fondateur de l'Ordre, et de deux de ses compagnons.
L'ancienne commune des Allois a été rattachée à celle de La Geneytouse par l'ordonnance du 30 septembre 1829.
En 1882, en réparant l'église de La Geneytouse, on a trouvé derrière les boiseries du maître-autel, l'autel d'origine de style roman.
La commune dispose de deux monuments aux morts, l'un devant l'église et l'autre à l'intérieur. Les deux ne donnent pas la même liste de noms. En effet, en mai 1924,le presbytère est vendu pour financer le monument aux morts. Le 6 décembre 1925, le conseil municipal décide de faire figurer sur celui-ci, 
- les noms des militaires morts pour la France, dont la transcription a été faite sur les registres d'état civil de la commune
- les noms des militaires morts pour faits de guerre, dont la transcription a été faite sur les registres d'état civil de la commune et dont les veuves pensionnées résident dans la commune
- les noms des morts pour la France, dont les familles fourniront un certificat attestant qu'ils ne sont inscrits sur aucun monument.

Un des conseillers municipaux exige, lui, que ce monument porte les noms de tous ceux proposés par les familles. La polémique éclate, au niveau national, quand le journal royaliste L'Action Française et Agricole publie, le 30 mai 1926, un article où il attaque les « édiles rouges de La Geneytouse ». Le journal régional, Le Populaire du Centre, répond à ses attaques. Le problème s'est donc finalement réglé par la création de ces deux monuments.

## Politique et administration
| Période                                  | Période                | Identité            | Étiquette | Qualité |
| ---------------------------------------- | ---------------------- | ------------------- | --------- | --- |
| Les données manquantes sont à compléter. |                        |                     |           | |
| mars 1977                                | juin 1995              | André Lacorre       | PS        | Enseignant |
| juin 1995                                | avril 2015 (démission) | Jean-Claude Leblois | PS        | Ancien principal de collège Conseiller général puis départemental du canton de Saint-Léonard-de-Noblat (depuis 2004) Président du conseil départemental depuis 2015 |
| 9 avril 2015                             | En cours               | Alain Faucher       | PS        | |

### Jumelage
La commune de La Geneytouse et celles d’Eybouleuf, de Royères et de Saint-Denis-des-Murs réunies au sein de l’association de jumelage « Noblat Aigues vives », viennent de signées, le 14 août 2014, un serment de jumelage avec Sant'Agata sul Santerno une commune italienne d’Émilie-Romagne.

## Démographie
Entre 1821 et 1831, l'ancienne commune des Allois ayant été rattachée à la commune de La Geneytouse, la population de cette commune passe de 563 habitants à 800. La nouvelle commune de La Geneytouse atteint son maximum de population, 1158 habitants, en 1891. Elle atteint son minimum depuis cette unification en 1968 avec seulement 608 habitants, soit une baise de 47,5 % de sa population en 77 ans. Dès le recensement suivant elle commence une remontée de son nombre d'habitants qui lui donne, en 2011, une population supérieure de celle de 1946 avec 817 habitants, contre 793 à l'époque.L'évolution du nombre d'habitants est connue à travers les recensements de la population effectués dans la commune depuis 1793. Pour les communes de moins de 10 000 habitants, une enquête de recensement portant sur toute la population est réalisée tous les cinq ans, les populations de référence des années intermédiaires étant quant à elles estimées par interpolation ou extrapolation. Pour la commune, le premier recensement exhaustif entrant dans le cadre du nouveau dispositif a été réalisé en 2006.

En 2022, la commune comptait 988 habitants, en évolution de +4,88 % par rapport à 2016 (Haute-Vienne : −0,68 %, France hors Mayotte : +2,11 %).
| 1793 | 1800 | 1806 | 1821 | 1831 | 1836 | 1841 | 1846 | 1851 |
| ---- | ---- | ---- | ---- | ---- | ---- | ---- | ---- | ---- |
| 550  | 547  | 680  | 563  | 800  | 810  | 794  | 959  | 931  |

| 1856 | 1861 | 1866  | 1872  | 1876  | 1881  | 1886  | 1891  | 1896  |
| ---- | ---- | ----- | ----- | ----- | ----- | ----- | ----- | ----- |
| 897  | 931  | 1 027 | 1 001 | 1 034 | 1 041 | 1 073 | 1 158 | 1 129 |

| 1901  | 1906  | 1911  | 1921 | 1926 | 1931 | 1936 | 1946 | 1954 |
| ----- | ----- | ----- | ---- | ---- | ---- | ---- | ---- | ---- |
| 1 137 | 1 051 | 1 026 | 944  | 914  | 868  | 843  | 793  | 715  |

| 1962 | 1968 | 1975 | 1982 | 1990 | 1999 | 2006 | 2011 | 2016 |
| ---- | ---- | ---- | ---- | ---- | ---- | ---- | ---- | ---- |
| 724  | 602  | 606  | 634  | 740  | 738  | 796  | 817  | 942  |

| 2021 | 2022 | - | - | - | - | - | - | - |
| ---- | ---- | - | - | - | - | - | - | - |
| 984  | 988  | - | - | - | - | - | - | - |

## Lieux et monuments
La commune à la particularité de disposer deux villages au même nom, Bourdelas, situés à environ 900 m l'un de l'autre.
- Château de Puy Joubert - XVIIe siècle, résidence de la famille Lajoumard de Bellabre
- Château du Puy Faucher - XIXe siècle
- Château du Mas-le-Seuvre - XVIIIe siècle
- Église le l'Assomption-de-la-Saint-Vierge, l'église paroissiale de la Geneytouse, XIe siècle remaniée plusieurs fois jusqu'au XXe siècle. Elle est inscrite à l'Inventaire général du patrimoine culturel[29].
- les ruines de l'abbaye des Allois[30]

- la plus petite Bibliothèque de France[31] datant des années 1990.

- salle de concert : plan de culture qui accueille de nombreux artistes[32].

## Pour approfondir